# Narcís Costa i Horts
Narcís Costa i Horts (Girona, 15 de setembre de 1907 - 31 d'octubre de 1990) fou un compositor de música simfònica i sardanes.
Rebé les primeres lliçons musicals del seu pare Joan Costa, músic de cobla. A Girona va estudiar teoria, harmonia i contrapunt amb Josep Baró i Güell i piano amb Josep Cantó i Prats. Des de ben jove va tocar el tible en diverses cobles, sempre al costat del seu pare.
Entre els 18 i els 23 anys va compondre les seves primeres sardanes per les quals, curiosament, encara se'l coneix actualment. Entre elles Quan l'amor neix, El despertar dels ocells i La cançó del País Baix (País Baix en aquest cas volia dir Baix Empordà).
El 1932 va ingressar com a clarinetista a l'Orquestra Simfònica de Girona, que s'acabava de crear. Al mateix temps estudiava a Barcelona composició i instrumentació amb Ricard Lamote de Grignon. A partir d'aquesta experiència, Costa es llançà a la composició d'obres simfòniques. Pel maig de 1936 va estrenar a Girona el Quartet en fa menor, la seva primera obra simfònica. I més endavant la sardana simfònica La non non dels camps dirigida per Ricard Lamote. Amb motiu de l'èxit aconseguit, el Govern li concedí una beca per perfeccionar els seus estudis a París, estudis que no va poder dur a terme a causa de l'esclat de la Guerra Civil.
Guanyà per oposició el títol de Mestre de Pedagogia Musical, que atorgava el Govern de la Generalitat. L'any 1936, quan fou creada l'Orquestra d'Espectacles Públics de Girona, va ser-ne el mestre director.
Amb la guerra, l'any 1939 finalment es va exiliar a Mèxic on passà més de 40 anys i hi realitzà una tasca musical catalana admirable. Va dirigir el grup coral de l'Orfeó Català de Mèxic des del 1940 fins al 1952. El 1943 estrenà el poema coral Blanc hivern i un any després la primera simfonia, el tercer temps de la qual porta el nom de Sardana. El 1948 estrena la seva segona simfonia.
En els Jocs Florals de la Llengua Catalana de 1957 guanyà el premi Pau Casals amb les seves Cinc danses breus per a orquestra de corda. El 1960 Pau Casals l'elegeix a l'hora de preparar l'oratori El Pessebre, obra que va estrenar a Acapulco amb l'assistència d'oients de tot el món. Aquell mateix any, estrena la suite simfònica Historieta, la qual inclou una sardana Simfònica.
El 1961 guanya el premi "Antoni Nicolau" per la seva obra Abril. El 1966 Cicle de Lieders és mereixedora del premi "Joan Gols" i el 1974 la RTVE de Barcelona també li va concedir el primer premi per la sardana Gerunda per a cor i cobla.
Retornà a Catalunya el 1972 i residí a Girona. Durant la seva estada a Mèxic es feia dir Costa-Horts.
Com a compositor va crear una gran obra de música simfònica i prop de 30 sardanes; com a intèrpret era un excel·lent violinista i també clarinetista, i un remarcable instrumentista del tible.